# Josef Jaroslav Kalina

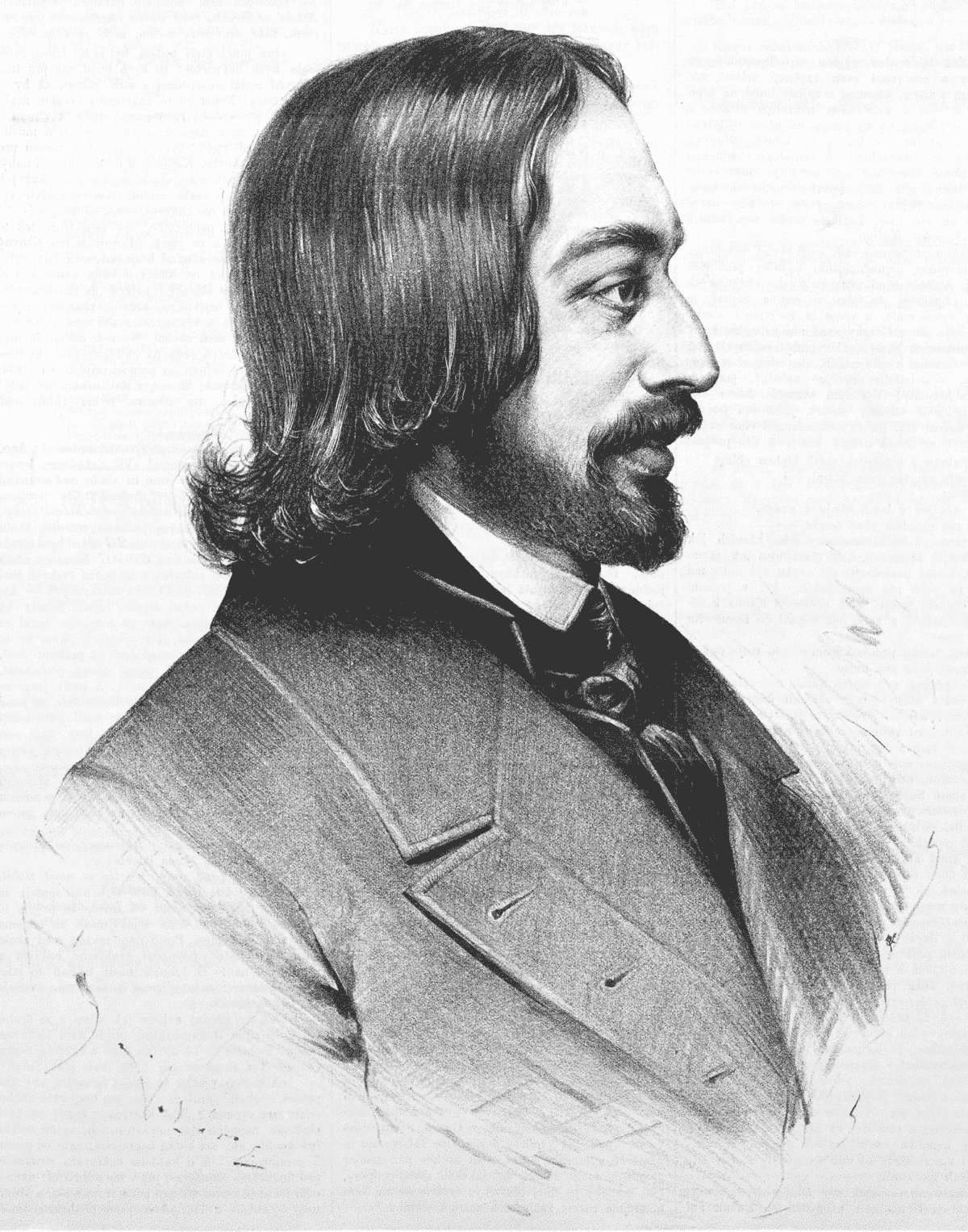
Josef J. Kalina (Jan Vilímek 1887)

Josef Jaroslav Kalina (* 9. November 1816 in Haida; † 22. Juni 1847 in Prag) war ein tschechischer Dichter in der Zeit der nationalen Wiedergeburt, Literatur- und Naturwissenschaftler, Philosoph, Sammler von Volksschrifttum und Übersetzer.

## Leben
Aufgewachsen im deutschsprachigen Umfeld der nordböhmischen Glasstadt Haida besuchte der Sohn eines Straßenmeisters das Gymnasium in Prag. Nach dem Abitur ging er nach Pilsen, wo er unter der Aufsicht seines Onkels, des Mathematik-Professors Josef Sedláček, Philosophie und Rechtswissenschaften studierte, ohne jedoch das Studium zu beenden. Unter dem Einfluss seines Onkels, eines tschechischen Patrioten, entwickelt Kalina ebenfalls seine vaterländischen Gefühle. Er beginnt slawische Sprachen zu studieren und Poesie in tschechischer Sprache zu schreiben.
1845 reiste er seiner Verlobten nach Belgrad hinterher, um sich zu finden und zu arbeiten. 1846 besuchte er Jan Kollár in Budapest.
Nach seiner Rückkehr nach Prag schrieb er Beiträge für verschiedene Zeitschriften wie Květy, Česká včela, Vlastimil und Ost und West. Kalinas Zeitgenossen bewunderten seine vielseitige Begabung und Intelligenz, vor allem auf dem Gebiet der Philologie (er beabsichtigte, eine Sprachenenzyklopädie zusammenzustellen). Er beschäftigte sich aber auch mit Philosophie und Literaturkritik.
Sein dichterisches Werk in tschechischer Sprache ist überladen mit Archaismen und Neuschöpfungen. Er übersetzte auch aus dem Englischen (Byron), aus dem Deutschen (Kleist, Hölty) und dem Polnischen (Adam Mickiewicz).
Sein bekanntestes Werk ist Kšaft, das 1842 in einer Auflage von 10.000 Exemplaren herauskam und volkstümlich wurde.